# Ruta de Sibèria

Mapa de la ruta de Sibèria (en verd, al, i en vermell, al començament del XIX).

La ruta de Sibèria (rus: Сиби́рский тракт, transliterat Sibirski trakt), també coneguda com la ruta de Moscou (Моско́вский тракт, Moskóvski trakt) i la Gran Ruta (Большо́й тракт, Bolxoi trakt), va ser una ruta històrica que connectava la Rússia europea amb Sibèria i Xina. La construcció de la carretera va ser decretada pel tsar Pere I de Rússia dos mesos després de la signatura del Tractat de Nértxinsk, el 22 de novembre de 1689, però no s'inicià fins a 1730 i no va ser acabada fins a mitjans del segle xix.
El recorregut s'iniciava a Moscou a la carretera de Vladímir i passava per les ciutats de Múrom, Kozmodemiansk, Kazan, Perm, Kungur, Iekaterinburg, Tiumén, Tobolsk, Tara, Kainsk, Tomsk, Ienisseisk, Irkutsk, Verkhneúdinsk (actual Ulan-Udè) i Nértxinsk, abans d'acabar a Kiakhta, un lloc comercial a la frontera amb la Xina. Seguien després les caravanes de camells des de Kiakhta creuant Mongòlia Interior fins a una porta de la Gran Muralla a Kalgan.
Al segle xix la ruta es va traslladar parcialment més cap al sud. Des de Tiumén la carretera passava per Ialútorovsk, Ixim, Omsk, Tomsk, Àtxinsk i Krasnoiarsk, abans de tornar a l'antiga ruta a Irkutsk. Fins a les últimes dècades del segle xix va seguir sent una artèria vital que connectava Sibèria amb Moscou i Europa, paper que va perdre quan va ser reemplaçada pel ferrocarril Transsiberià i la carretera de carretes Amur (Аму́рская колёсная доро́га o "Аму́рская колесу́ха", transliterat. Amúrskaia kolesukha), que va ser construïda en el període 1898-1909 i que connectava Khabàrovsk amb Blagovésxensk, en un recorregut de més de 2.000 km.

## Ruta del te

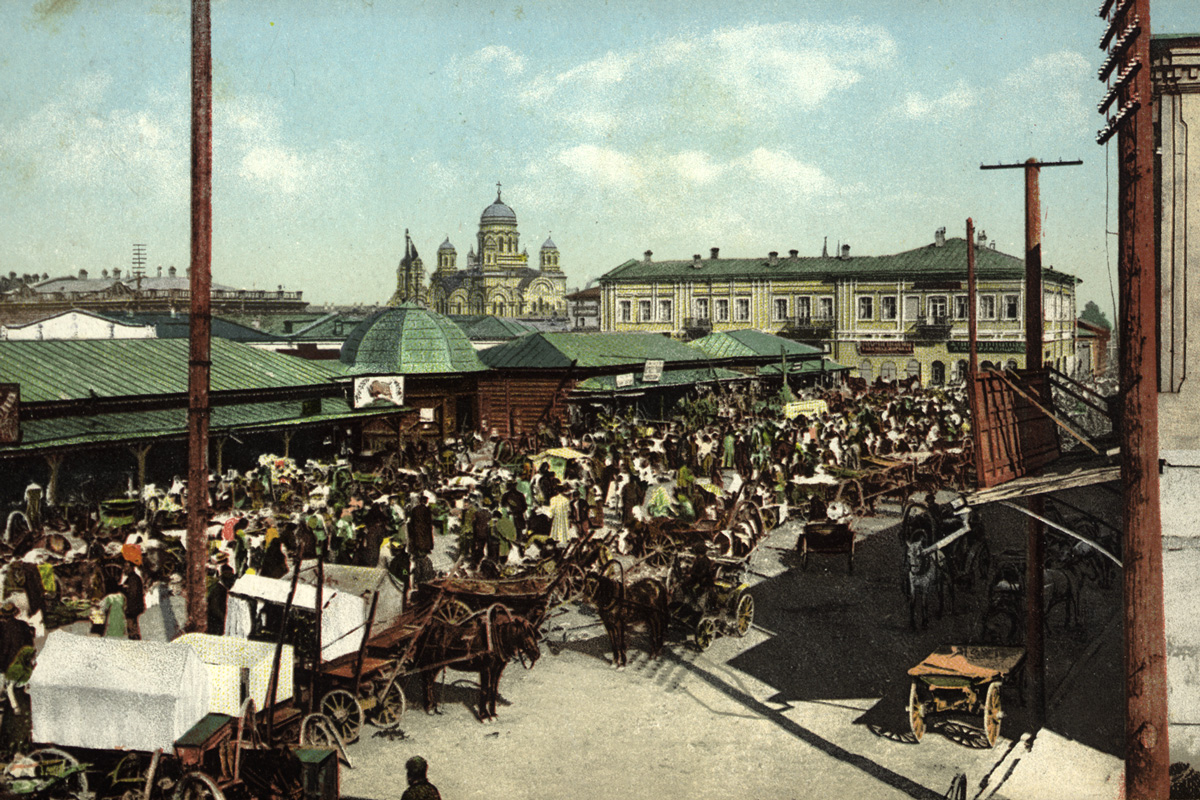
Mercat de Irkutsk, a mitjan.

La ruta de Sibèria també va ser coneguda com la ruta del te, degut a les grans quantitats de te que van ser transportats des de la Xina a Europa a través de Sibèria. Charles Wenyon, que va passar per la Gran Ruta el 1893, va subscriure la popular creença que «el millor te que es produeix a la Xina va a Rússia». L'any 1915 la Xina va exportar a Sibèria 70.297 tones de te, que van representar el 65% de les exportacions totals de te del país.
El te es transportava principalment en forma de fardells de te, que permetien que cada camell portés grans quantitats d'una forma més compacta i també podien emprar-se com unitats d'intercanvi, gairebé de moneda. Des de Kiakhta el te era transportat a la fira de Irbit, la segona fira més important de la Rússia Imperial, per seguir les transaccions comercials. Un altre producte que s'importava de la Xina era l'arrel seca de ruibarbre, que era venuda a l'oest de Sant Petersburg «per quinze vegades el que costa a Kiakhta».